# Premier ministre de Chine
Pour les articles homonymes, voir Premiers ministres de la république de Chine et Premier ministre de la république populaire de Chine.
Le rang de Premier ministre de Chine, parfois traduit sous le terme de Chancelier (丞相, chéngxiàng ou 宰相, zǎixiàng) était après l’empereur le plus haut rang de l’administration de l’ancienne Chine ou des États qui la composèrent. Ce poste fut aboli et restauré à plusieurs reprises, parfois sous différents noms.

## Histoire
La plus ancienne mention d’un Premier ministre date de la période des Printemps et des Automnes (722-421 av. J.-C.), lorsque Guan Zhong devient Premier ministre de l’État de Qi en 685 av. J.-C. À partir de la dynastie Qin, la fonction de Premier ministre était parfois divisée en deux : le Chancelier de gauche (左丞, zuǒchéng) et le Chancelier de droite (右丞, yòuchéng), le terme « Chancelier » (丞相, chéngxiàng) référant en général à ce dernier, qui avait plus de pouvoir.
Sous les Han occidentaux, le rang était divisé en trois postes distincts qui formaient une institution nommée les « Trois ducs » (三公) ou « Trois ministres » (三司, sān sī), laquelle existait déjà à l'époque de la dynastie des Zhou occidentaux. Il s’agissait des fonctions de Premier ministre (丞相, chéngxiàng), plus tard appelé grand chancelier (大司徒, dà sī tú), grand officier (太尉, tài wèi) qui devint plus tard ministre de la Cavalerie (大司馬, dà sī mǎ) et de grand tuteur des annales impériales (御史大夫 yù shì dàfū) qui devint ministre du Travail (大司空, dà sī kōng). Le rang de Premier ministre fut aboli vers 3 av. J.-C. lorsque l’empereur Aidi des Han poussa au suicide son Premier ministre Wang Jia.
Sous les Han orientaux, les Trois ducs furent les postes de ministre du Peuple (司徒, sī tú), grand officier (太尉, tài wèi) et ministre du Travail (司空, sī kōng). En 189, à la mort de l’empereur Lingdi, une crise de succession apparaît et dans un premier temps c’est l’empereur Shaodi qui monte sur le trône, mais il est renversé en 190 par Dong Zhuo qui intronise l’empereur Xiandi. Dong Zhuo restaure la fonction de Premier ministre, se proclame comme tel et gouverne au travers de l’empereur. Dong Zhuo est assassiné en 192 et la place de Premier ministre reste vacante. Le 9 juillet 208, Cao Cao, qui s’est rendu maître du nord de la Chine, abolit l’institution des Trois ducs, restaure la fonction de Premier ministre, se proclame Premier ministre, et occupe ce poste jusqu’à sa mort, en mars 220.
Sous les Trois Royaumes, chaque royaume possède son Premier ministre. Cependant sous les dynasties Jin, Wei septentrionale, Sui et Tang l’institution des Trois ducs est restaurée et prend plus tard le nom de « Trois maîtres » (三師, sān shī) et on retourne à un système où les pouvoirs du Premier ministre sont répartis entre trois personnes. Sous la dynastie Wei septentrionale, les Trois maîtres occupaient les postes de grand maître (太師, tài shī), grand tuteur (太傅, tài fù) et grand protecteur (太保, tài bǎo).
Sous la dynastie Sui, les pouvoirs sont répartis entre :
- les fonctions exécutives, occupé par le magistrat en chef (尚書令, shàngshū lìng) ;
- délibératives, occupées par le gardien des portes (門下侍中, ménxià shì zhōng) ;
- politiques, occupé par le secrétaire général (中書令, zhōngzhū lìng).

Au début de la dynastie Tang, ce système se maintient et prend le nom des « Trois mandarins en chef » (三省長官, sān shěngzhǎngguān). Vers la fin de la dynastie Tang, et le début de la dynastie Song, le poste de Premier ministre prend le nom de tóng zhōng shū mén xià píng zhāng shì (同中書門下平章事), abrégé en tóngpíng zhāngshì (同平章事) tandis que le vice-Premier ministre prend le nom de shēn zhī zhèng shì (參知政事). Lors des réformes de l’ère Yuanfeng (1078-1085) les fonctions de Premier ministre sont divisés entre deux personnes, le chancelier 首相, shǒuxiàng, dont le titre complet était 尚書左僕射兼門下侍郎, shàngshū zuǒpúshè jiānménxià shìláng) et le vice-chancelier (相称, xiāngchēng dont le titre complet était 尚書右僕射兼中書侍郎, shàngshū yòupúshè jiānménxià shìláng). Sous la dynastie Song méridionale, lors de l’ère Qiandao (1165-1173), la fonction de Premier ministre (丞相, chéngxiàng) est restaurée.
Sous la dynastie Yuan, la fonction de magistrat en chef (尚書省, shàngshū shěng) est abrogée et c’est le prince héritier qui tient les rênes du pouvoir exécutif à la place du Premier ministre. Sous la dynastie Ming, les fonctions du Premier ministre sont restaurées. En 1380, le poste de secrétaire général (中書省, zhōngzhū shěng) et de Premier ministre sont abrogés à la suite de l’exécution du Premier ministre Hu Weiyong pour trahison. Jusqu’en 1644, le plus haut poste dans l’administration prend généralement le titre de « nomination au rang de Chancelier » (拜相, bàixiāng).

### Période républicaine
Après la proclamation de la république de Chine, le poste de chef du gouvernement de la république de Chine est désigné par les appellations successives de Chef de cabinet (1912-1914), Secrétaire d'État (1914-1916) et Chef du conseil d'État (1916-1928).
En 1928, après la victoire du Kuomintang dans l'expédition du nord, le chef du gouvernement reçoit le titre officiel de Président du Yuan exécutif (soit Président du gouvernement exécutif) (chinois traditionnel : 行政院長 ; pinyin : Xíng Zhèng Yuàn Zhǎng), maintenu dans la Constitution de la république de Chine de 1947 et encore aujourd'hui utilisé par le Premier ministre du gouvernement de la république de Chine à Taïwan.
En Chine communiste, depuis la création du régime en 1949, le chef du gouvernement détient le titre officiel de Premier ministre de la république populaire de Chine.